# Schoonhoven (navio)
O Schoonhoven um jacht de 400 toneladas construído em 1619 pertencia à Companhia Holandesa das Índias Orientais. Segundo estes documentos, o O navio partiu da ilha de Texel, nos Países Baixos, a 20 de dezembro de 1625. Segundo os relatos históricos o navio naufragou ao largo de Melides a 23 de janeiro de 1626. Pensa-se ter sido descoberto em 2021 .  . 